# Будомир
Будомир (пол. Budomierz) — село в Польщі, у гміні Любачів Любачівського повіту Підкарпатського воєводства.
Населення — 104 особи (2011).

## Розташування
Село лежить на Терногородському плато на кордоні з Україною, через кордон межує з українським селом Грушів.

## Назва
У 1977-1981 рр. в ході кампанії ліквідації українських назв село називалося Завада (пол. Zawada).

## Історія
15 червня 1934 р. село вилучено з Яворівського повіту і приєднано до Любачівського повіту.
У 1975—1998 роках село належало до Перемишльського воєводства.
У селі 2 грудня 2013 року відкрили прикордонний Пункт пропуску Грушів.

## Відомі люди
- Тарабан Микола — хорунжий УПА, командир сотні «Месники-2» куреня «Месники» ТВ-27 «Бастіон» ВО-6 «Сян» групи УПА-Захід.

## Демографія
Демографічна структура станом на 31 березня 2011 року:
|          | Загалом | Допрацездатний вік | Працездатний вік | Постпрацездатний вік |
| -------- | ------- | ------------------ | ---------------- | -------------------- |
| Чоловіки | 51      | 10                 | 35               | 6                    |
| Жінки    | 53      | 10                 | 29               | 14                   |
| Разом    | 104     | 20                 | 64               | 20                   |